# Hannie Caulder
Hannie Caulder (br Desejo de Vingança) é um filme britânico de 1971, dos gêneros faroeste e comédia dramática, dirigido por Burt Kennedy, roteirizado pelo diretor e Peter Cooper e musicado por Ken Thorne.

## Sinopse
Hannie Caulder é acolhida por famoso caçador de recompensas e armeiro que a treina como pistoleira, para que possa caçar os três homens que a estupraram e assassinaram seu marido.

## Elenco
- Raquel Welch ....... Hannie Caulder
- Robert Culp ....... Thomas Luther Price
- Ernest Borgnine ....... Emmett Clemens
- Christopher Lee ....... Bailey
- Jack Elam ....... Frank Clemens
- Strother Martin ....... Rufus Clemens
- Diana Dors ....... Madame
- Stephen Boyd ....... o Pregador (não creditado)
- Aldo Sambrell ....... Soldado mexicano (não creditado)
- Florencio Amarilla ....... Indio (não creditado)
- Brian Lightburn ....... Sam Adams (não creditado)

## Literatura
- EWALD FILHO, Rubens – Dicionário de Cineastas – 2a.Edição – 1985 – LPM
- HALLIWELL, Leslie – Halliwell’s Film Guide – 1981 – 3rd.Edition – Granada
- MALTIN, Leonard –  Leonard Maltin’s Movie Guide 2010 – Penguin
- QUINLAN, David – Illustracted Directory of Film Stars – 1986 – B.T. Batsford Ltd.